# Fetitxisme dels guants

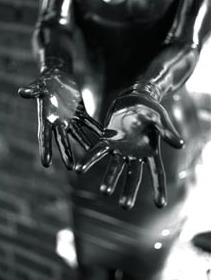
guants de làtex

El fetitxisme dels guants és un tipus de fetitxisme de la roba en el qual un individu obté estimulació sexual (podent arribar fins al punt de l'obsessió) a través del contacte/presència de guants, siguin en un mateix on en tercers.

## Modalitats
El motiu de base en què es fonamenta aquest fetitxisme pot ser divers,
- en certs casos, aquest fetitxisme està enllaçat amb un altre fetitxisme referit al material del qual estan fets (p.e. cuir, cotó, làtex, PVC, setí o niló).
- en altres casos, les accions de la mà enguantada són tan estimulants com el guant en ell mateix, doncs el guant genera una segona pell, un substitut fetitxista per a la pròpia pell de qui el vesteix o, en altres paraules, enganya el sentit d'autorecepció evitant que es reconegui com a pròpia la mà d'un mateix en no tenir contacte directe pell-pell.
- més enllà del contacte, la simple visió de moviments concrets dels dits o del conjunt de la mà poden originar també un estímul visual que desemboqui en l'excitació sexual. En quart lloc, l'acte de posar-se i/o treure's els guants, pot ser també una font d'excitació i part de la fantasia sexual del fetitxista dels guants.

## Variacions
La tipologia de guants usats com a fetitxe, enllaçat amb el simbolisme que aquests tenen per al fetitxista, és també motiu de diversitat dins d'aquesta pràctica. Alguns fetitxistes dels guants prefereixen certes llargàries, com per exemple els guants llargs o de nit, o els guants curts. En molts casos, aquests formen part d'una vestimenta major, com ara uniforme d'infermera, policia o de minyona (en el cas de vestuaris femenins). Per a aquells fetitxistes que combinen aquesta pràctica sexual amb la submissió dins dels jocs de poder, els guants acostumen a formar part de la parafernàlia a ser usada per la seva parella dominant (o viceversa), i es troben en consonància amb la fantasia que aquesta ve a reproduir.